# Charles Le Moyne
Charles Le Moyne (ur. 2 sierpnia 1626 w Dieppe, zm. w lutym 1685 w Ville-Marie) – francuski kolonizator Kanady. Protoplasta rodu wybitnych eksploratorów i zdobywców, założyciel kanadyjskiego miasta Longueuil.
Przybył do Kanady w roku 1641 i zamieszkał w misji jezuickiej wśród Huronów, gdzie poznał podstawy kilku narzeczy indiańskich. W latach późniejszych był traperem, handlarzem futer, rolnikiem i żołnierzem. Rząd francuski uhonorował go tytułem Sieur de Longueuil i obdarował znacznymi obszarami odkrytych przezeń ziem. Le Moyne zachęcił wielu przybyszów z Francji do osiedlenia się w jego włościach i wspomagał ich w pierwszych trudnych latach.
Ożenił się z Catherine Thierry-Primot. Mieli dwie córki i dwunastu synów, z których siedmiu odznaczyło się na polu chwały walcząc zarówno w Europie, jak i Ameryce. Dwóch z nich było znanymi odkrywcami, którzy zajęli dla Francji obszary wzdłuż rzeki Missisipi wraz z jej ujściem do Zatoki Meksykańskiej. Pierre Le Moyne, uhonorowany tytułem Sieur d’Iberville został pierwszym gubernatorem prowincji Luizjana, a po jego śmierci obowiązki przejął Jean-Baptiste Le Moyne, Sieur de Bienville, założyciel miasta Nowy Orlean w 1718 roku.